# Omar Souleyman
Omar Souleyman (Ra's al-'Ayn), 1966) is een Syrische muzikant. Hij begon zijn muzikale carrière in 1994 en sindsdien heeft hij in Syrië honderden albums uitgebracht — al zijn het vaak enkel live-opnames op cassette van optredens tijdens huwelijksfeesten. Souleyman maakt debka-muziek: traditionele liederen uit het Midden-Oosten in het Koerdisch en het Arabisch, op een techno-beat. Zijn stijl wordt ook wel "Syrische techno" genoemd.
Vanaf 2006 gaf het Amerikaanse Sublime Frequencies-label een aantal compilaties uit van Souleyman. Dit bracht zijn muziek naar een breder publiek, en hij speelde op verschillende grote festivals, onder meer in 2011 het Paredes de Coura Festival (Portugal) en Glastonbury (Verenigd Koninkrijk), en in 2013 op het Way Out West Festival (Zweden).
In 2011 maakte Souleyman drie remixes voor Björks album Biophilia. Een eerdere collaboratie in 2010 met Damon Albarn die bedoeld was voor het Gorillaz-album Plastic Beach, kwam nog niet uit.

## Discografie
Compilaties verschenen bij Sublime Frequencies:
- Highway to Hassake (2006)
- Dabke 2020 (2009)
- Jazeera Nights (2010)
- Haflat Gharbia - The Western Concerts (2011, 2LP)
- Wenu Wenu (2013)
- Bahdeni Nami (2015)
- To Syria, with Love (2017)
- Shlon (2019)
- Erbil (2024)

Verschenen bij Sham Palace (een sublabel van Sublime Frequencies):
- Leh Jani (2011, 2LP, heruitgave van een Syrische cassette)